# Melanopolia gripha
Melanopolia gripha là một loài bọ cánh cứng trong họ Cerambycidae.